# Josep Arola i Sala
Josep Arola i Sala (Manresa, 1875 - 1933) fou un metge, periodista i activista cultural català.
Cursà estudis primaris i de batxillerat al Col·legi que els PP. Jesuïtes tenien a Sant Ignasi. Es traslladà a Barcelona a estudiar a la Facultat de Medecina. Després d'exercir força anys a Súria, passà a ser metge titular de l'Ajuntament de Manresa. Exercí els càrrecs d'Inspector Municipal de Sanitat, delegat a Manresa del Col·legi de Metges i del Sindicat de Metges de Catalunya. Era metge de la Brigada de la Creu Roja Local i vocal de la Junta de Protecció de Menors.
Persona de moltes inquietuds culturals, va ser fundador de l'Orfeó Manresà i del Centre Excursionista de la Comarca del Bages, d'on en va ser president des del 1923 fins al 1930. També presidí la Junta del Teatre Conservatori i el Consell local de Primera ensenyança.
Com a periodista, fundà el diari republicà i catalanista Bages-Ciutat del qual en fou director. Va ser president del primer consell d'Administració i Orientació del diari El Dia. El 1905 fou fundador i president del Centre Nacionalista Republicà. Fou elegit regidor i tinent d'alcalde de l'Ajuntament entre els anys 1918 i 1920. Militant d'ERC, fou vicepresident de la Junta de Govern Republicana Provisional de Manresa, constituïda el 14 d'abril de 1931.
A la seva mort, l'Ajuntament de Manresa acordà donar el nom de "Doctor Josep Arola" a un dels vials principals de la ciutat (actuals carrer de Saclosa i avinguda de Tudela). El règim franquista posà fi a aquest honor públic.